# 清藤盛美
清藤 盛美（せいとう もりよし、1847年 - 1914年）は清藤家24代当主。 盛美園造園者。
尾上銀行頭取、尾上銀行(第五十九銀行)専務取締役を歴任した。

## 経歴
1847年に鎌倉時代から続く旧家の清藤家に生まれる。初代は鎌倉幕府御家人の清藤次郎盛秀。父親は清藤莊兵衞。その後家督を相続し、株式會社尾上銀行專務取締役になる。さらに大石武学流の小幡亭樹を招き九年の年月を掛け盛美園を造園した。その際には東京、京都、四国の庭園を周り、伝統的な庭園を研究した。
1914年没。

## 親族
- 妻: たき　(嘉永2年生まれ、青森、清藤傳吉二女)
- 長男: 清藤辨吉(尾上銀行頭取、盛美館造館者)
- 婦:ちよ (明治7年生まれ、青森、猪俣幸太孫)
- 孫:清藤盛治 (清藤家26代当主、弘南鉄道評議員、清藤家霊廟造営)
- 孫盛治妻:  リヱ (明治36年生まれ、津軽銀行取締役 佐藤源蔵 (貴族院議員)二女)
- 孫:まゆ (青森銀行頭取高谷英城の妻)
- 孫:まつ (明治25年生まれ、弘南鉄道監査役福士亦一長男文爾の妻、盛融貯金株式会社取締役、県議会議員竹内寅次郎の妻、寅次郎の元妻みさほは衆議院議員工藤善太郎娘)
- 孫:ちさ (明治36年生まれ、県多額納税者、村會議員 鈴木久雄妻)[10]
- 曾孫:高谷進三  (大正6年生まれ、岳父に青森銀行取締役 小館保治郞、義兄に青和銀行頭取 小館貞一、義兄の妻は貴族院議員 津島源右衛門娘)
- 曾孫:高谷正二 ( 大正2年生まれ、岳父に第四十八国立銀行取締役平川孫兵衛 妻の叔父の兄弟に秋田銀行頭取貴族院議員 辻兵吉 (3代目))
- 遠縁: 高谷貞助(青森縣多額納税者、高谷吉太郎長男)
- 岩川友太郎(動物学者、女子師範学校名誉教授)